# Керка (приток Мокши)
Керка — река в России, протекает по Мокшанскому и Нижнеломовскому районам Пензенской области. Устье реки находится в 553 км от устья Мокши по левому берегу. Длина реки составляет 20 км, площадь водосборного бассейна — 68,8 км².
Исток реки находится на восточной окраине села Потьма в Мокшанском районе. Река течёт на северо-запад и север, протекает село Потьма, деревни Кульмановка, Мельситовка, Гороховщино. Впадает в Мокшу чуть ниже села Кера.

## Данные водного реестра
По данным государственного водного реестра России относится к Окскому бассейновому округу, водохозяйственный участок реки — Мокша от истока до водомерного поста города Темников, речной подбассейн реки — Мокша. Речной бассейн реки — Ока.
Код объекта в государственном водном реестре — 09010200112110000026868.